# Сара, высокая и простая женщина: Конец зимы
«Сара, высокая и простая женщина: Конец зимы» — третий телевизионный фильм, основанный на трилогии детских книг Патриции МакЛахлан. Первыми  были «Сара, высокая и простая женщина» и «Американская сага». Хотя они не разделяют названия, события в завершении фильма «Конец зимы» взяты из книги МакЛахлан «История Калеба». Премьера фильма состоялась в 1999 году. Он является частью коллекционных фильмов Hallmark Hall of Fame.

## Сюжет
Сара и Джейкоб Уиттинг по-прежнему проживают на ферме со своей семьёй. Спустя 30 лет к Джейкобу возвращается когда-то покинувший его отец. Пожилой мужчина хочет помириться с сыном и воссоединиться с родными.

## В ролях
- Гленн Клоуз в роли Сары Уиттинг
- Кристофер Уокен в роли Джейкоба Уиттинга
- Джек Паланс в роли Джона Уиттинга
- Эмили Осмент в роли Кэсси Уиттинг
- Кристофер Белл в роли Калеба Уиттинга
- Лекси Рэндолл в роли Анны Уиттинг

## Награды и номинации
- Номинация на премию Гильдии художников по костюмам за лучшие костюмы в телефильме или мини-сериале (Ван Браунтон Рэмси)
- Две номинации на премию Young Artist Awards: «Лучший молодой актёр в телефильме» (Кристофер Белл) и «Лучшая молодая актриса в телефильме — актриса до 10 лет» (Эмили Осмент)